# Cleópatra (filha de Bóreas)
Cleópatra, na mitologia grega, foi uma filha de Bóreas e Orítia, filha de Erecteu.
Sua mãe, Orítia, era filha do rei de Atenas Erecteu, filho de Pandião I, e de Praxiteia, filha do Potâmo Frásimo e da Ninfa Diogeneia, e fora carregada pelo vento Bóreas. Orítia e Bóreas tiveram duas filhas, Cleópatra e Quíone, e dois filhos, Zetes e Calais.
Cleópatra casou-se com Fineu, rei da Trácia, e teve dois filhos, Plexipo e Pandião. Em seguida, Fineu casou-se com Ideia, filha de Dárdano, rei dos citas.
Quando os argonautas chegaram à Trácia, os dois filhos de Cleópatra estavam presos e sendo constantemente chicoteados, ou tiveram os olhos vazados pelo pai, pois Ideia disse a Fineu que eles tinham tentado violentá-la  a mando de Cleópatra.
Os jovens suplicaram aos argonautas para que a tortura deles terminasse, mas Fineu negou, mandando que os argonautas não se metessem no que não era assunto deles, e que nenhum pai, de vontade própria, castiga os filhos, exceto quando a magnitude dos seus filhos é maior do que o amor natural de pais pelos filhos.
Os Boréadas, porém, irmãos de Cleópatra, libertaram seus sobrinhos e mataram os bárbaros que resistiram; Fineu partiu para a batalha, e foi morto por Héracles. Cleópatra foi então libertada da prisão, e seus filhos receberam o reino; eles, porém, quiseram torturar Ideia até a morte, mas Héracles os convenceu a mandá-la para a Cítia para que ela fosse punida por seu pai. De fato, os citas a condenaram à morte, e os filhos de Cleópatra ganharam a fama entre os trácios de justos.
Diodoro Sículo menciona uma versão alternativa na qual os filhos de Cleópatra foram cegados pelo seu pai, e que Fineu foi, depois, cegado por Bóreas.